# Edmond Castellan
Edmond Castellan (Bruno Edmond Castellan), né à Toulon le 11 décembre 1827 et décédé à La Garde le 20 août 1875, est un avocat, littérateur, auteur français de romans, nouvelles et d'études littéraires du XIXe siècle.

## Biographie
Issu d'une ancienne famille de Provence proche des Portalis, Edmond Castellan nait à Toulon le 11 décembre 1827. Son père deviendra président à la cour d'appel d'Aix-en-Provence, et président de l'Académie d'Aix. Son grand-oncle éloigné est le chanoine Jean Castellan, et il aura pour neveu l'archevêque Dominique Castellan.
Après des études à Fribourg chez les jésuites, Edmond Castellan revient à Aix-en-Provence où il est devient avocat. Ses idées libérales et anti-bonapartistes sont signalées à la chancellerie, et il doit renoncer à sa carrière vers la magistrature.
Il effectue un voyage en Algérie, puis s'installe à Paris où il vit de sa plume jusqu'en 1860 où il entre dans l'administration du département de la Seine en continuant ses activités littéraires. Il collabore notamment à la Revue de Paris, la Revue européenne, la Revue des Deux Mondes, et la Revue française.
En 1869, il publie un Essai sur le principe d'autorité, très critiqué par la presse réactionnaire.
Affecté de rhumatismes, il demande sa mise à la retraite pour infirmités temporaires. Il décède quelque temps plus tard le 20 août 1875 à La Garde, laissant plusieurs ouvrages inédits.